# Фруктозо-2,6-бисфосфат
Фруктозо-2,6-бисфосфат (фруктозо-2,6-дифосфат, Фр-2,6-Ф, Fru-2,6-P2) — регуляторная молекула всех эукариот, аллостерически, влияющая на активность ферментов фосфофруктокиназы 1 (ФФК-1) и фруктозо-1,6-бисфосфатазы (ФБФаза-1). Усиливает гликолиз и подавляет глюконеогенез. Представляет собой эфир фосфорной кислоты и фруктозы.
У растений и животных синтез и распад Фр-2,6-Ф осуществляется фосфофруктокиназой-2/фруктозо-2,6-бисфосфатазой (ФФК-2/ФБФ-2) — бифункциональным ферментом с двумя активными центрами. Фр-2,6-Ф образуется путём фосфорилирования фруктозо-6-фосфата с использованием одной молекулы АТФ, а в результате деградации распадается на фруктозо-6-фосфат и Фн.

## История открытия
Фруктозо-2,6-бисфосфат был открыт через 71 год после того, как Янг в лаборатории Гардена выделил из дрожжей первый двойной эфир фруктозы и фосфорной кислоты, который позже был идентифицирован как фруктозо-1,6-бисфосфат. В 1979 году четыре группы исследователей сообщили, что в гепатоцитах, инкубированных в присутствии гормона глюкагона, происходит снижение активности фермента фосфофруктокиназы-1. В 1980 году Эмили Ван Шафтинген и коллеги показали, что этот эффект исчезает после проведения гель фильтрации или очистки фермента. Далее, они показали, что можно добиться усиления активности фосфофруктокиназы-1 просто добавив к гепатоцитам низкомолекулярную фракцию, полученную после ультрацентрифугирования экстракта печени. Выделенный из этой фракции низкомолекулярный стимулятор был идентифицирован исследователями как фруктозо-2,6-бисфосфат.

## Влияние на метаболизм глюкозы у животных

Синтез и распад фруктозо-2,6-бисфосфата.

Фруктозо-2,6-бисфосфат стимулирует распад глюкозы, аллостерически активируя фосфофруктокиназу 1. Например, в печени высокая концентрация Фр-2,6-Ф активирует ФФК-1, увеличивая её сродство к фруктозо-6-фосфату и снижая сродство к её прямым ингибиторам: АТФ и цитрату. В своей физиологической концентрации ФФК-1 практически полностью не активна, но взаимодействие с Фр-2,6-Ф переводит фермент в активную форму и стимулирует гликолиз. Помимо этого фруктозо-2,6-бисфосфат ингибирует фруктозо-1,6-бисфосфатазу, что предотвращает распад образовавшегося фруктозо-1,6-бисфосфата. Таким образом Фр-2,6-Ф не даёт одновременно идти процессам гликолиза и глюконеогенеза, что могло бы привести к бесполезному циклу, в котором глюкоза бесконечно превращалась бы в пируват, а затем обратно в глюкозу.
Уровень Фр-2,6-Ф в клетке контролируется через регуляцию его синтеза и распада ферментом ФФК-2/ФБФазой-2. Основную роль в этом процессе играют гормоны инсулин, глюкагон и адреналин, которые воздействуют на фермент через фосфорилирование/дефосфорилирование. Так, глюкагон активирует аденилатциклазу печени и запускает синтез цАМФ, который, в свою очередь, активирует цАМФ-зависимую протеинкиназу. Эта киназа фосфорилирует ФФК-2/ФБФазу-2 по N-концевому остатку серина, что стимулирует фруктозо-2,6-бисфосфатазную активность и подавляет его работу как фосфофруктокиназы-2. Происходит снижение уровня Фр-2,6-Ф в клетке. В условиях низкого уровня Фр-2,6-Ф гликолиз подавляется, в то время как глюконеогенез, напротив, усиливается. Инсулин запускает обратный процесс. При повышении его концентрации происходит снижение уровня цАМФ, что в свою очередь активирует протеинфосфатазу, которая дефосфорилирует ФФК-2/ФБФазу-2, активируя фосфофруктокиназную-2 и подавляя фруктозо-2,6-бисфосфатазную активность. Таким образом, повышение уровня Фр-2,6-Ф активирует фермент ФФК-1 и стимулирует гликолиз, подавляя глюконеогенез.

## Влияние на метаболизм глюкозы у грибов
В целом, действие фруктозо-2,6-бисфосфата у грибов аналогично таковому у животных: повышение его концентрации стимулирует гликолиз и подавляет глюконеогенез. У части грибов фермент, ответственный за синтез Фр-2,6-Ф, не чувствителен к уровню цАМФ и АТФ. Вместо этого регуляция ФФК-2/ФБФ-2 осуществляется по уровню основного субстрата — фруктозо-6-фосфата и общего количества источника углерода. У другой части грибов, в том числе и у дрожжей, напротив, есть цАМФ-зависимый путь регуляции ФФК-2/ФБФ-2, а его фосфофруктокиназная активность подавляется высокими уровнями АТФ. В целом, нельзя выделить какой-то общий для всех грибов механизм регуляции уровня Фр-2,6-Ф. Скорее всего, он сильно зависит от его образа жизни и занимаемой грибом экологической ниши.

## Регуляция синтеза сахарозы у растений
У растений, в отличие от животных, фруктозо-2,6-фосфат не действует на АТФ-зависимую фосфофруктокиназу 1, но чётко стимулирует пирофосфат-зависимую фосфофруктокиназу, которая фосфорилирует фруктозо-6-фосфат, используя неорганический пирофосфат, и ингибирует фосфатазу. Фр-2,6-Ф играет важную роль в регуляции уровня триозофосфатов, конечного продукта цикла Кальвина. Он ингибирует образование фруктозо-6-фосфата, основного субстрата для синтеза сахарозы. При интенсивном фотосинтезе происходит постоянное образование триозофосфатов (глицеральдегид-3-фосфата и 3-фосфоглицерата), которые аллостерически взаимодействуют с ФФК-2/ФБФазой-2 и ингибируют синтез фруктозо-2,6-бисфосфата, стимулируя таким образом образование сахарозы. Фр-2,6-Ф начинает синтезироваться в темноте, когда не идут процессы фотосинтеза и образования триозофосфатов. У растений этот процесс аллостерически активизируется неорганическим фосфатом и фруктозо-6-фосфатом. Таким образом, синтез регуляторной молекулы сложным образом зависит от соотношения С6/С3 сахаров в растительной клетке. На это соотношение будет активно влиять интенсивность синтеза сахарозы и транспорт в хлоропласты Фн в обмен на триозофосфат.